# Кербелите, Бронислава Пятровна
Бронисла́ва Пя́тровна Кербели́те (лит. Bronislava Kerbelytė; 27 января 1935, Речионис — 5 ноября 2024, Вильнюс) — советский и литовский писатель и фольклорист; доктор филологических наук (1989), профессор (1999).

## Биография
Родилась 27 января 1935 года в деревне Речионис Укмергского района Литвы.
В 1958 году окончила филологический факультет Московского университета им. М. Ломоносова. Будучи студенткой, принимала участие в экспедициях советского этнографа и фольклориста Евгения Костюхина.
С 1958 по 2000 год работала в Институте литовской литературы и фольклора. Доктор филологических наук с 1989 года, тема диссертации: «Историческое развитие структур и семантики сказок: На материале литовских волшебных сказок». В 1995—2009 годах читала лекции в Университете Витовта Великого, профессор с 1999 года.
С 1989 года Бронислава Кербелите являлась членом Международного общества изучения фольклористики (1989), с 1991 года — Общества друзей фольклора.
Умерла 5 ноября 2024 года в возрасте 89 лет.

## Творчество
Брониславой Кербелите был введён научный термин — элементарный сюжет (ЭС) (для обозначения основной единицы сюжетной структуры текста сказки). Она объясняет значение этого термина так:

«Элементарный сюжет — это такие фрагменты текста или самостоятельные тексты, в которых изображается одно столкновение двух персонажей или их групп (иногда — столкновение персонажа с объективными условиями) при достижении героем одной цели. Героем ЭС считается тот персонаж, судьба которого в нём изображается; цель героя устанавливается по достигнутому позитивному или негативному результату столкновения».

Керберлите выделяет пять больших классов ЭС:
- стремление к свободе от чужих и к господству над ними;
- добывание средств существования или объектов, создающих удобство;
- стремление к равноправному или высокому положению в семье, роду или в обществе;
- поиски невесты или жениха;
- стремление к целостности или полноценности рода или семьи.

В числе её научных трудов:
- Литовские народные песни, 1970.
- Каталог литовских народных песен, 1973.
- Типы народных сказаний. Санкт-Петербург, Европейский дом, 2001.
- Типы народных сказок. Структурно-семантическая классификация литовских народных сказок (в двух томах). Москва, 2005.
- Литовские народные сказки[8]. Форум, Инфра-М, 2015.